# 佐藤実 (衆議院議員)
佐藤 実（實、さとう みのる、1888年10月1日 - 1933年12月11日）は、日本の政治家。衆議院議員（2期）。

## 経歴
石川県出身。1909年、石川県立七尾中学校(現・石川県立七尾高等学校)卒。農業を営む。穴水町助役、同町長、鳳至銀行取締役、同監査役、七尾商工銀行、能登産業銀行各取締役、能登新聞社社長となる。
1924年の第15回衆議院議員総選挙において石川5区から憲政会公認で立候補して当選。1928年の第16回衆議院議員総選挙では石川2区から立憲民政党公認で立候補して再選した。衆議院議員を2期務めた。1930年の第17回衆議院議員総選挙には次点で落選した。1933年死去。